# The Virtuous Model
The Virtuous Model er en amerikansk stumfilm fra 1919 af Albert Capellani.

## Medvirkende
- Dolores Cassinelli som Denise Fleury
- Helen Lowell
- May Hopkins som Suzanne Carton
- Vincent Serrano som Paul Brehant
- Franklyn Farnum som Edward Dorin